# Ciliegia Lapins
Lapins è una varietà di ciliegia, originaria del Canada, e coltivata anche in Italia.
Il raccolto avviene a metà giugno. Il frutto si caratterizza per avere una dimensione medio-grande, con il colore della buccia molto rosso punteggiato.
Il sapore è acidognolo.